# Ein Sommernachtstraum (2016)
Ein Sommernachtstraum (Originaltitel: A Midsummer Night’s Dream) ist eine Verfilmung des gleichnamigen Theaterstücks von William Shakespeare aus dem Jahr 2016 als romantische Fantasykomödie. Zahlreiche beteiligte Schauspieler haben zuvor in der britischen Fernsehserie Doctor Who mitgespielt, ebenso ist im Film eine Straße zu sehen, die bereits in dieser Fernsehserie gezeigt wurde. Regie führte David Kerr.

## Handlung
Die Handlung spielt in einem fiktiven, faschistisch anmutenden Staat namens Athen in der heutigen Zeit. Die Handlung beginnt mit dem Auftritt von Theseus an seinem Hof von Athen. Über das Nachrichtenlaufband der Fernseher erfahren die Zuschauer, dass er die Amazonen besiegt hat. Er lässt seine Kriegsgefangene, die Amazone Hippolyta, gefesselt vor sich bringen und verkündet seine Absicht, sie in vier Tagen zu heiraten. Hippolyta antwortet zustimmend, es ist aber deutlich, dass ihre Antwort von den Anwälten Theseus’ ihr vorgegeben sind und sie diese nur unter Druck äußert. Nach dieser Ankündigung der Hochzeit tritt der Athener Egeus mit seiner Tochter Hermia vor und bittet die beiden Höflinge Demetrius und Lysander, ebenfalls vorzutreten. Egeus beschwert sich bei Theseus, dass seine Tochter in Lysander verliebt sei, obwohl er Demetrius für sie als Ehemann vorgesehen hat. Theseus entscheidet, dass sie vier Tage, bis Neumond, Zeit hat, um zu gehorchen. Bis dahin muss sie entweder Demetrius heiraten oder sie wird zum Tode verurteilt. Danach verabreden Lysander und Hermia, aus Athen zu fliehen, um bei einer Tante Lysanders außerhalb von Athen Schutz zu finden. Sie weihen Hermias Freundin Helena, die in Demetrius verliebt ist, in ihre Pläne ein. Lysander und Hermia wollen sich am Abend des Tages im Wald treffen. Helena beschließt, den Plan an Demetrius zu verraten, um zumindest kurz mit ihm zusammen sein zu können (nämlich während der Verfolgung von Hermia und Lysander im Wald.)
Am Abend treffen sich sechs Athener Handwerker, um ihre Aufführung der „tief tragischen Komödie“ von Pyramus und Thisbe auf der Hochzeitsfeier von Theseus und Hippolyta zu planen. Meisterin Squenz ist die Spielleiterin, sie verteilt die Rollen. Der Weber Niklas Zettel möchte am liebsten alle Rollen spielen, er wird den Liebhaber Pyramus geben. Der Blasebalgflicker Flaut soll Pyramus’ Geliebte Thisbe übernehmen. Schlucker soll Thisbes Mutter, Schnauz Pyramus’ Vater und Peter Squenz selbst wird Thisbes Vater spielen. Schnock wird den Löwen geben. Der Spielleiter ermahnt die Darsteller, ihre Rollen auswendig zu lernen. Dann verabreden sie sich für den folgenden Abend zur heimlichen Probe im Schlosswald, eine Meile vor der Stadt bei Mondschein.
Im Wald beim Schloss treffen der Elfenkönig Oberon und die Feenkönigin Titania mit ihrem jeweiligen Gefolge aufeinander. Das Ehepaar wirft sich gegenseitige Untreue vor – Oberon mit Phillida, einer Fee, und Titania mit der Amazonenkönigin Hyppolyta, die Theseus heiraten wird. Nach einem Kampf zwischen beiden lehnt Titania eine Versöhnung ab und verschwindet mit ihrem Gefolge. Oberon sinnt auf Vergeltung. Er beauftragt seinen Diener Puck, eine Blume zu beschaffen, die einst von Cupidos Pfeil getroffen wurde. Wenn man den Nektar der Blume auf die Augenlider eines Schlafenden träufelt, verliebt sich der Betreffende beim Erwachen in die nächste lebende Kreatur, die er sieht, selbst wenn es ein wildes Tier ist. Während Oberon auf Puck wartet, trifft Demetrius im Wald ein, verfolgt von Helena. Sie suchen Lysander und Hermia. Helena schwört Demetrius ihre Liebe, aber er weist sie ab. Der Elfenkönig beobachtet die beiden und gibt Puck den Auftrag, nach einem jungen Athener zu suchen, der von einer Frau verfolgt wird. Er soll diesem etwas von dem Saft auf die Augenlider träufeln. Oberon selbst will Titania suchen und sie ebenfalls verzaubern. Oberon findet Titania und träufelt ihr den Nektar der Zauberblume in die Augen.
Hermia und Lysander sind inzwischen im Wald längst eingetroffen und haben sich verirrt. Sie legen sich zur Nacht nieder, wobei Hermia darauf besteht, dass Lysander keusch etwas Abstand zu ihr hält. Während sie schlafen, findet Puck die beiden, hält Lysander fälschlicherweise für den gesuchten jungen Athener und träufelt den Nektar auf seine Augenlider. Helena verfolgt immer noch Demetrius und findet und weckt dabei den schlafenden Lysander. Dieser wacht auf, verliebt sich in sie und folgt ihr durch den Wald. Kurz darauf erwacht Hermia, stellt fest, dass Lysander verschwunden ist, und sucht ihn im Wald.
Puck entdeckt inzwischen die Handwerker, die sich zu ihrer Probe im Wald eingefunden haben. Die Handwerker diskutieren darüber, dass sie den schreckhaften Damen im Publikum erklären müssen, dass weder Gewalt noch Löwe im Stück echt sind und dies in einem Prolog erklärt werden müsse. Als Zettel hinter einem Baum kurz Pause von der Probe macht, hext Puck ihm einen Eselskopf an. Als dieser zu seinem Stichwort auftritt und Puck auch noch die Laternen ausgehen lässt, fliehen seine entsetzten Freunde. Zettel macht sich Mut, indem er singt, wovon die in der Nähe schlafende Titania erwacht und sich in ihn verliebt. Puck berichtet Oberon von Titanias Verliebtheit in den „Esel“ Zettel, was beide sehr amüsiert.
Hermia trifft inzwischen auf Demetrius und beschuldigt ihn, Lysander ermordet zu haben oder zumindest für sein Verschwinden verantwortlich zu sein. Oberon entdeckt nun, dass Puck ein Fehler bei den beiden Liebespaaren unterlaufen ist, denn er hat den Saft auf Lysanders statt auf Demetrius Augen geträufelt, was er korrigieren soll: Während Oberon den Saft auf die Augenlider des eingeschlafenen Demetrius träufelt, soll Puck Helena holen. Als Demetrius erwacht, sieht er als erstes Lysander, der vor Helena eintrifft und dem er sofort seine Liebe schwört. Dies wird schnell von Puck korrigiert, so dass Demetrius nun endlich Helena anbetet. Nun lieben beide, Lysander und Demetrius, Helena, die sich verhöhnt fühlt. Als Hermia hinzukommt, weitet sich der Streit aus, weil der verzauberte Lysander seine Geliebte als Brechmittel beschimpft. Auch die Frauen geraten in Streit, weil sich Helena sich nun von allen verhöhnt fühlt und Hermia Helena als „Liebediebin“ beschimpft. Es kommt zu einer dramatischen Situation, als alle im Streit durch den Wald jagen und Demetrius Hermia beinahe einen Abgrund hinunterstößt. Erst nach Helenas Zureden wird Hermia vor dem Absturz gerettet. Oberon und Puck beenden das Chaos, indem sie alle zum Schlafen bringen und den Zauber bei Lysander aufheben, damit er Hermia wieder liebt.
Oberon befreit auch Titania von ihrem Liebeswahn und Puck befreit Zettel von seinem Eselskopf. Die Elfenherrscher versöhnen sich. Am nächsten Morgen findet eine Jagdgesellschaft unter Führung von Theseus und Egeus die beiden Paare, die durch den geschickt verwendeten Zauber nun glücklich verliebt sind. Theseus bestimmt, dass Demetrius und Helena ebenso wie Lysander und Hermia zusammen mit ihm Hochzeit feiern werden. Auch Zettel erwacht aus seinem Schlaf und trifft gerade noch rechtzeitig in der Stadt für die Aufführung ein, zur Freude seiner Freunde.
In Athen findet die Hochzeit statt. Theseus und Hippolyta sprechen vor dem Beginn der Abendunterhaltung über den Feenzauber, von dem die Verliebten berichtet haben, den Theseus als unwahr abtut. Hippolyta widerspricht – es kommt kurz zu einer angespannten Situation, doch dann fragt Theseus seinen Zeremonienmeister, welcher Zeitvertreib geplant ist und wählt das Stück der Handwerker aus.
Das Stück beginnt mit einem missverständlich vorgetragenen Prolog der Spielleiterin, Meisterin Squenz, gefolgt von einer Vorstellung der „Wand“. Dann treten Zettel und Flaut als Pyramus und Thisbe auf, die umständlich ihr nächtliches, von der Wand behindertes Rendezvous spielen. Thisbe ist anschließend allein, flieht bei Mondschein vor dem Löwen und verliert dabei ihren Mantel. Pyramus findet Thisbes Mantel, wähnt, die Geliebte wäre tot, und ersticht sich. Thisbe findet den toten Pyramus und ersticht sich ebenfalls. Während die Handwerker die Sterbesszenen spielen, verlässt Theseus den Raum und stirbt in einem benachbarten Gang allein an einem Herzinfarkt. Sterbend sieht er noch, wie Oberon und Titania mit ihrem Volk sein Schloss betreten.
Die Elfen treten daraufhin bei den Festlichkeiten ein: Sie entwaffnen die Wachen, zerreißen die Fahnen des Theseus und mischen sich unter die tanzenden Hochzeitsgäste. Die immer noch in eine Zwangsjacke gekleidete Hippolyta wird befreit. Es stellt sich heraus, dass sie wie Titania eine Elfenkönigin ist – Titania und Hippolyta küssen sich darauf innig. Die Elfen segnen das Schloss und wünschen ihm, dass es nie wieder Leid erleben soll.

## Rezeption
Der Film erregte Aufmerksamkeit wegen seiner homosexuellen Anspielungen, die der Geschichte hinzugefügt wurden, einschließlich eines Kusses zwischen Hippolyta und Titania. Insgesamt erhielt der Film positive Rezensionen: The Guardian nannte ihn „Doctor Who-ish“ aber recht gut. The Daily Telegraph gab ihm vier von fünf Sternen und sagte, dass Russel T. Davies Shakespeare einnehmend, frisch und komisch gestaltet hat. Der Filmdienst schreibt, dass der Film trotz einer drastisch gekürzten Textfassung großen Respekt vor Shakespeares Sprache und Fantasie beweist und lobt die Darsteller.